# رودرهاید
latitudeرودرهایدlongitudeرودرهاید
رودرهاید (به انگلیسی: Rotherhithe) یک ناحیه در لندن است که در منطقه سات‌ارک لندن واقع شده‌است.

## خصوصیات
رودرهاید ۱۳٬۷۴۳، نفر جمعیت دارد.